# Balduin II. (Hennegau)
Balduin II. (* um 1056; † 1098), Graf von Hennegau 1071–1098, war ein Sohn des Grafen Balduin VI. von Flandern aus dem Haus Flandern und dessen Gemahlin Richilde von Hennegau. Er starb 1098 in Bithynien bei Nicäa im Verlauf des Ersten Kreuzzugs.

## Leben

Wappen der Grafschaft Hennegau

Mit Hilfe des deutschen Königshofes konnte Gräfin Richilde den Hennegau für ihren zweiten Sohn Balduin sichern. Flandern war an den Onkel ihrer Kinder, Robert, gegangen, nachdem dieser Balduins Bruder, Arnulf III. von Flandern, in der Schlacht bei Cassel 1071 vernichtet hatte.
Auf Betreiben seiner Mutter unterstellte sich Balduin II. dem Fürstbischof Theodor von Lüttich. Einerseits gab er damit die Reichsunmittelbarkeit auf, andererseits konnte er sich und sein Territorium besser vor dem Zugriff seiner flandrischen Verwandten schützen. 1076 entließ er seine Mutter als Regentin, um von diesem Zeitpunkt an eigenständig zu herrschen.
Nachdem sein Onkel beim französischen König Philipp Unterstützung und Hilfe gefunden hatte, wandte sich Balduin an seinen anderen Onkel Wilhelm I. von England, der ihm Schutz und Beistand versicherte. Balduin hatte seinen Anspruch auf Flandern nie aufgegeben und rüstete seinerseits zum Kampf gegen Robert. In der Schlacht bei Broqueroie unterlag sein Heer dem flandrischen Aufgebot, und Balduin musste 1085 in einem Friedensvertrag mit Robert endgültig auf Flandern verzichten.
Nach seiner Regierungsübernahme zeichnete sich Balduin als überaus frommer Herrscher aus, der an zahlreichen Schenkungen zu Gunsten heiliger Stiftungen teilnahm. So gründeten er und seine Mutter Richilde 1081 das Benediktinerkloster von Saint Denis en Broqueroie, schenkten ihm mehrere Dörfer und ließen 1084 eine neue Kirche im Ort Saint Denis erbauen. Durch Stiftungen und Schenkungen dieser Art wurden große Teile seines Landes aus dem Herrschaftsbereich herausgelöst und die Grafschaft verlor mehr und mehr an Territorium.
Als 1095 der päpstliche Aufruf zum Kreuzzug erging, beschloss Balduin mitzuziehen. Das dafür benötigte Geld erhielt er von Otbert, dem Fürstbischof von Lüttich, der ihm seine Burg Couin für 50 Mark Silber und 1 Livr. Gold abkaufte. Neben dieser stattlichen Summe verpflichtete sich der Bischof zwei der Söhne Balduins zu Kanonikern von St. Lambert in Lüttich zu ernennen.
Nach der erfolgreichen Belagerung von Antiochia wurde Balduin zusammen mit Graf Hugo von Vermandois zum Byzantinischen Kaiser Alexios geschickt, um Verstärkungen von diesem zu erbitten. Unterwegs bei Nicäa starb er, wobei die Umstände seines Todes ungeklärt sind.

## Familie
Balduin war seit 1084 mit Ida, einer Tochter des Grafen Heinrich II. von Löwen, verheiratet. Mit ihr hatte er neun Kinder:
- Ida, † nach 1101; verheiratet mit Guy de Chièvres, dann mit Thomas de Coucy (Haus Boves)
- Balduin III., Graf von Hennegau
- Arnulf, Herr von Roeulx, † vor 1136
- Ludwig, † als Kind
- Simon, Kanonikus von St. Lambert in Lüttich
- Heinrich, † als Kind
- Wilhelm, † nach 1117
- Richilde, † nach 1118; verheiratet mit Amaury III. von Montfort, Graf von Évreux (Haus Montfort-l’Amaury)
- Adelheid, † nach 1153; verheiratet mit Nicolas de Rumigny